# ヤコペッティの大残酷
『ヤコペッティの大残酷』（ヤコペッティのだいざんこく、イタリア語原題：Mondo candido）は、1975年のイタリア映画。

## 解説
グァルティエロ・ヤコペッティが『残酷大陸』に続いて製作した完全劇映画の第2作で、ヴォルテールの『カンディード』をモチーフに描く。相変わらずの残酷キワモノ趣味に加え、エログロ要素をプラスさせているものの、作風は前作とはうって変わって幻想的であり、文明に対する絶望感を表現している。

## 物語
純朴な青年カンディードはウェストファリアで暮らしていた。ある日カンディードは城主の娘クネゴンダ姫と恋をする。とそのとき城は攻撃され、カンディードはクネゴンダ姫と生き別れ、クネゴンダ姫を求めて世界中を放浪する。カンディードは時空を越え現代の中東・アイルランドなどで戦乱に巻き込まれ、またクネゴンダ姫は会う度に性的退廃の度を深めていく。アジアに流れ着いたカンディードはふと自分やクネゴンダ姫が老人になっていることに気づく。自分の過ごしてきた人生を省みて疑問を持ったカンディードは、庵の中の悟りに到達した人物に「人生は善でしょうか、悪でしょうか。」と質問する。悟りに到達した人物は「人生は善でも悪でもない。虱がたかって痒いから掻く。それだけのことだ。」と答える。とカンディードが遠くを見ると、若いときの自分自身が森の中で楽しく過ごしている幻影が見える。その幻影に向かって、カンディードは「そのまま森の中にいるんだ。」と叫ぶのであった。

## キャスト
- カンディード - クリストファー・ブラウン（吹き替え:神谷和夫）
- クネゴンダ姫 - ミシェル・ミラー
- パングロス博士 - ジャック・エルラン（イタリア語版）
- サッジオ - ステファン・ザカリアス（イタリア語版）
- バロネ - ジャンフランコ・ダンジェロ（イタリア語版）
- オルコ - サルバトーレ・バッカロ（イタリア語版）
- リチャード・ドンフ
  - 吹き替え初回放映 - 1980年9月12日 テレビ朝日『ウィークエンドシアター』
  - DVD[注釈 1]化の際、上記のテレビ放映時の吹き替え音源を収録する為、2012年に一般から吹替録画音源の募集をかけたが、発見する事が出来ず、権利元も吹替音源を紛失しており収録は叶わなかった。

## スタッフ
- 監督：グァルティエロ・ヤコペッティ、フランコ・E・プロスペリ（イタリア語版）
- 製作：カミロ・テティ（イタリア語版）
- 脚本：グァルティエロ・ヤコペッティ、クラウディオ・クァラントット（イタリア語版）、フランコ・E・プロスペリ
- 原作：ヴォルテール
- 撮影：ジュゼッペ・ルッツォリーニ（イタリア語版）
- 編集：フランコ・レッティ
- 音楽：リズ・オルトラーニ